# Eusandalum arboris
Eusandalum arboris är en stekelart som beskrevs av Girault 1922. Eusandalum arboris ingår i släktet Eusandalum och familjen hoppglanssteklar. Inga underarter finns listade i Catalogue of Life.